# Maurice Jaubert
Maurice Jaubert, född 3 januari 1900 i Nice Alpes-Maritimes, död 19 juni 1940 i Azerailles Frankrike, var en fransk kompositör.

## Filmmusik i urval
- 1939 – Le jour se lève
- 1938 – Le quai des brumes
- 1934 – Le dernier milliardaire
- 1934 – L'Atalante
- 1932 – Zéro de conduite